# Peperomia peltilimba
Peperomia peltilimba là một loài thực vật có hoa trong họ Hồ tiêu. Loài này được C. DC. ex Trel. miêu tả khoa học đầu tiên năm 1922.